# Kassai privilégium

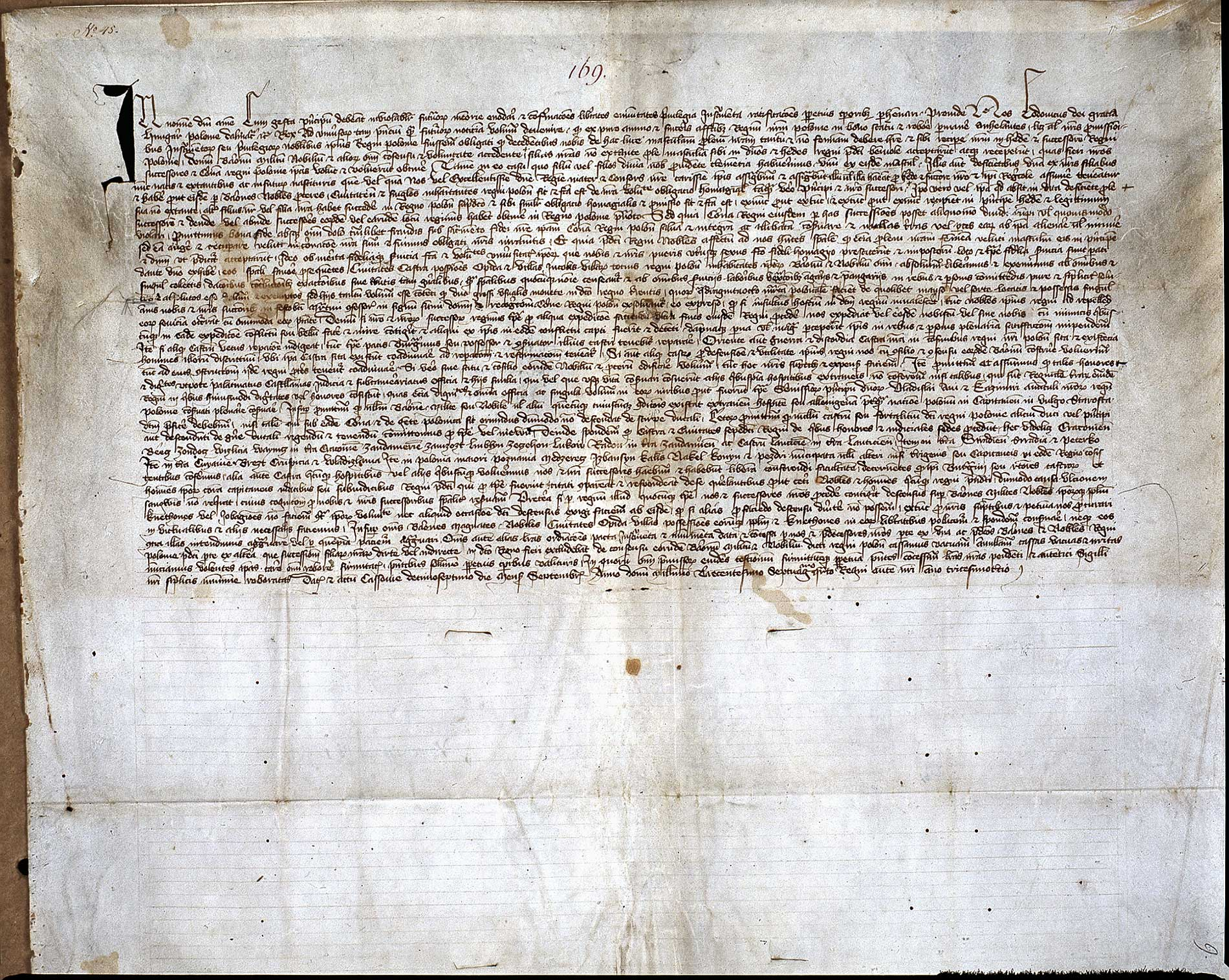
A kassai privilégium

A kassai privilégiumot I. (Nagy) Lajos magyar és lengyel király adta ki 1374. szeptember 17-én. A privilégium garantálta, hogy a lányai, Katalin, Mária vagy Hedvig közül az egyik a király halála után a lengyel trónra léphet.
Mivel Lajosnak nem született fia, biztosítani akarta lányai uralkodását a halála után. Ez Magyarországon nem ütközött akadályba, de a lengyel rendek csak férfiágon ismerték el az Anjou-ház trónöröklésének jogát. Ennek céljából a lengyel főpapokat és nemeseket Kassára hívták egy gyűlésre, ahol az Anjou-ház hívei bezáratták a kapukat és nem engedtek senkit távozni, amíg végül elfogadták a 19 szakaszból álló kassai privilégiumot.
A szerződés elsősorban a királylányok trónörökléséről rendelkezett, ennek elismerése fejében bővítette a lengyel nemesség előjogait. Biztosította Lengyelország területi sérthetetlenségét és fölmentette mindenféle királyi adó alól. A király vállalta továbbá, hogy a nádor, várnagy, bíró, alkamarás élethossziglani főhivatalokat idegenekre nem ruházza.